# Falco concolor

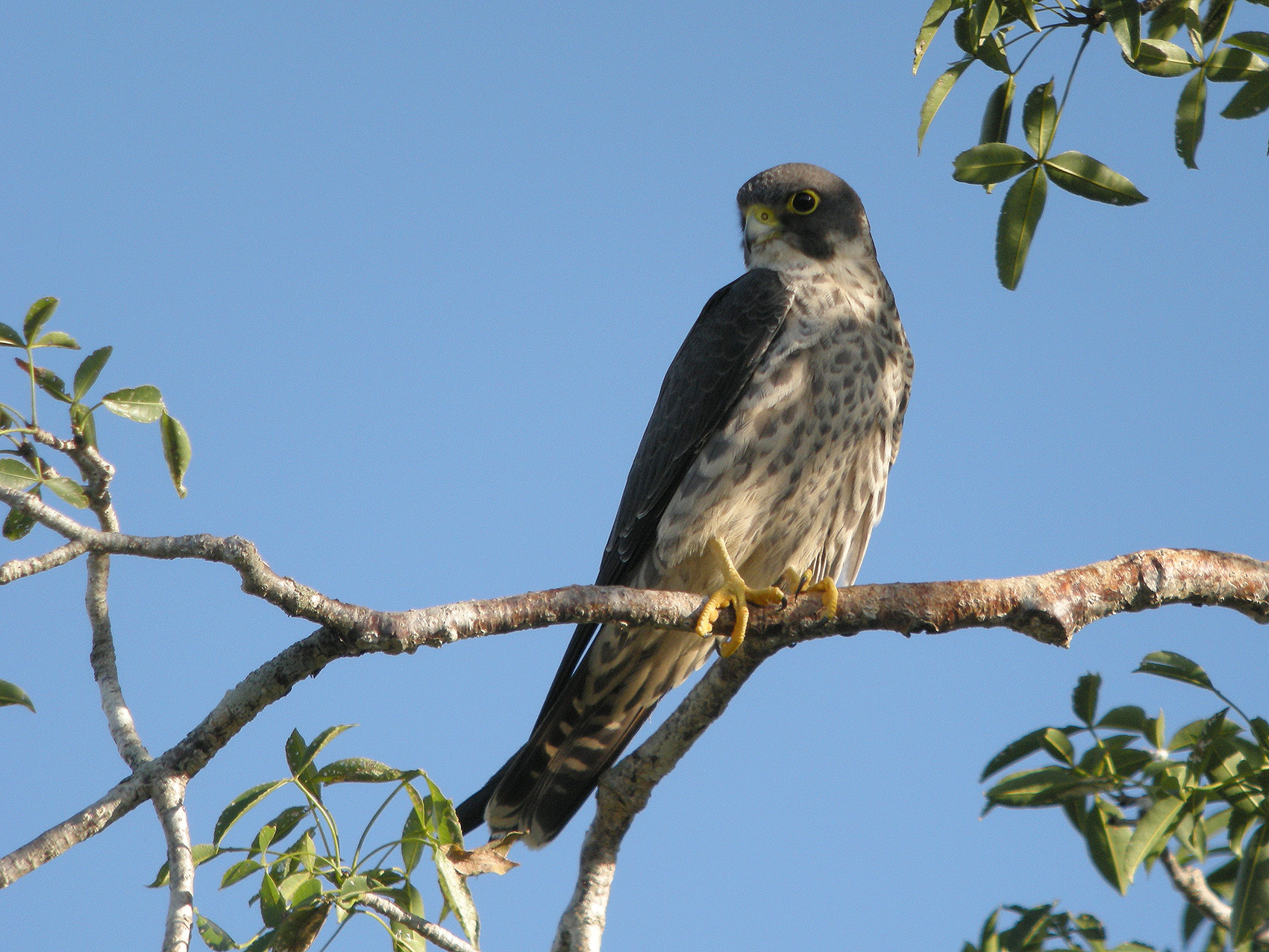
Falco concolor femmina

Il falco fuligginoso o falco unicolore (Falco concolor Temminck, 1825) è un uccello falconiforme della famiglia dei Falconidi. Questo falco di medie dimensioni nidifica nell'area che va dall'Africa nord-orientale alla regione meridionale del Golfo Persico.
Appartiene al gruppo dei lodolai, un clade che riunisce insieme varie specie molto simili tra loro, spesso considerate come un sottogenere a parte, Hypotriorchis. Alcuni studiosi ritengono che il suo parente più stretto sia il falco della regina, ma, sebbene tale specie appartenga senza alcun dubbio alla stessa linea evolutiva, non sembra essere una sua specie sorella.

## Descrizione
È un rapace elegante, lungo 32–37 cm e con un'apertura alare di 78–90 cm. Ricorda moltissimo un grosso lodolaio eurasiatico o un piccolo falco della regina, con le sue lunghe ali appuntite, la coda lunga e il corpo snello. Gli adulti sono di colore grigio-azzurro e sono privi delle copritrici nere del sottoala tipiche del falco della regina. Gli esemplari giovani sono simili a grossi esemplari giovanili di lodolaio o a piccoli esemplari giovanili di falco della regina. I margini scuri delle ali e della coda, però, distinguono il falco fuligginoso da entrambe le suddette specie; non presenta, inoltre, il caratteristico contrasto cromatico tra sopraala scuro e sottoala chiaro tipico dei falchi più grandi.

## Biologia
Il falco fuligginoso si nutre soprattutto di uccelli, ma cattura anche grossi insetti, come le libellule, che vengono trasferiti dagli artigli al becco e consumati in volo. Nidifica su una cengia rocciosa o tra le rocce, deponendo fino a quattro uova.

## Distribuzione e habitat
Questa specie nidifica sulle isole, nelle zone costiere e nelle aree desertiche rocciose dell'area estesa dalla Libia al Pakistan. Effettua migrazioni molto lunghe per svernare in Africa orientale e Madagascar. Solo di rado si spinge a nord del suo areale di nidificazione.
Al 2021 si riferiscono i primi avvistamenti del rapace in Algeria.

## Conservazione
In passato la IUCN classificava questo falco tra le specie a «rischio minimo». Recenti ricerche, però, hanno dimostrato che è più raro di quanto ritenuto in precedenza. Di conseguenza, a partire dal 2008, è stato inserito tra le specie «prossime alla minaccia».